# Хорватская федерация шашек
Хорватская федерация шашек (Croatian Draughts Federation) — спортивная федерация Хорватии. Входит в Европейскую конфедерацию шашек и Всемирную федерацию шашек. Президент федерации Любан Дедич.
Игроки-мужчины с наилучшими результатами Milan Rasovic, Josko Mandic, Миленко Лепшич.
Адрес офиса: Teslina 12, 58000 Split, Хорватия.